# Conferencia de Osaka de 1875

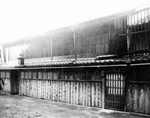
Lugar de la Conferencia de Osaka de 1875.

La Conferencia de Osaka de 1875 (大阪会議, Osaka Kaigi) fue una reunión celebrada por los principales líderes de la restauración Meiji en Osaka, Japón, de enero a febrero de 1875 para abordar la cuestión de formar una asamblea representativa.
Los líderes presentes incluyeron a Okubo Toshimichi, Kido Takayoshi, Itagaki Taisuke, Ito Hirobumi e Inoue Kaoru. En 1873, Itagaki se había retirado del gobierno por el tema del Seikanron, y ahora estaba agitando ruidosamente por la democracia representativa como líder del Movimiento por la Libertad y los Derechos del Pueblo. Del mismo modo, en 1874, Kido se había retirado del gobierno debido a su oposición a la Expedición de Taiwán de 1874.
Los oligarcas Meiji restantes convocaron una reunión en Osaka a principios de 1873 en un intento de reconciliar las diferencias y persuadir a Itagaki y Kido para que regresaran al gobierno. Como concesiones, se acordó que se establecería un Senado (Genrōin), junto con una Asamblea de Gobernadores de la Prefectura. También se establecería una nueva Corte Suprema, llamada Gran Corte de Casación (Daishin-in) para separar el poder judicial de los poderes legislativos del gobierno.
Las decisiones tomadas en la Conferencia de Osaka fueron sancionadas oficialmente por una Proclamación Imperial en abril de 1875.
Aunque superficialmente, los oligarcas parecían estar creando una forma de asamblea representativa, los miembros del Genrōin y de la Asamblea de Gobernadores de la Prefectura eran nombrados en lugar de ser elegidos, y fueron dominados por burócratas conservadores, y en el mismo año, el primero de las Leyes de Preservación de la Paz, se promulgaron leyes para suprimir el movimiento liberal.